# Aeroportul Bugulma
Aeroportul Bugulma (IATA: UUA, ICAO: UWKB) este un aeroport din Bugulma, Bugulminsky District⁠(d), Tatarstan, Rusia ce deservește zona Bugulma. Aeroportul a fost tranzitat în 2021 de 42.972 de pasageri. A fost deschis în 2000 și numit după zona deservită.
Situat la o altitudine de 300 m, aeroportul dispune de 1 pistă. Este operat de Ak Bars Aero⁠(d).

## Infrastructură

### Piste
Aeroportul dispune de o singură pistă. Pista 01R/19L are suprafața de asfalt și dimensiunile 2.000 m × 30 m. 